# Розенталь, Дмитрий Александрович
Дмитрий Александрович Розенталь (9 августа 1926, Новосибирск — 27 апреля 2008) — российский учёный-нефтехимик, доктор технических наук, профессор, почётный нефтяник СССР.

## Биография
Родился 9 августа 1926 г. в Новосибирске в семье служащих. В 1933 г. переехал с родителями в Ленинград.
В 1943—1948 служил в армии в войсках ПВО Дальневосточного фронта. В 1949 г. окончил 10 класс заочной средней школы в Уссурийске. В 1950—1951 гг. работал коллектором в Ленинградском геологоразведывательном институте.
В 1951—1956 г. учился в Ленинградском технологическом институте им. Ленсовета (дипломник кафедры пирогенетических процессов). В 1959 г. окончил аспирантуру.
Работал в ЛТИ им. Ленсовета (с 1993 г. Санкт-Петербургский государственный технологический институт (Технический университет) (СПбгТИ(ТУ)): ассистент, старший преподаватель, доцент, с 1975 профессор кафедры технологии нефте- и углехимических производств.
Умер 27 апреля 2008 года.

## Учёные степени
Кандидат (1960), доктор (1973) технических наук. Тема докторской диссертации «Изучение процесса образования битумов при окислении гудронов».

## Монографии и учебные пособия
- Бензин из углей / Д. А. Розенталь. –. Л. : Знание, 1983. – 32 с.
- Химия нефти и газа : [Учеб. пособие для вузов по спец. «Хим. технология топлива и углерод. материалов» / Д. А. Розенталь и др.]; Под ред. В. А. Проскурякова, А. Е. Драбкина Л. : Химия : Ленингр. отд-ние, 1989
- Химия горючих ископаемых : Учеб. пособие / Д. А. Розенталь; Ленингр. технол. ин-т им. Ленсовета Л. : ЛТИ, 1988
- Теоретические основы получения искусственного жидкого топлива : Конспект лекций / Д. А. Розенталь. Л. : ЛТИ, 1982
- Повышение качества строительных битумов [Текст] / Д. А. Розенталь, И. Н. Кудрявцева, А. В. Березников [и др.]. Москва : ЦНИИТЭнефтехим, 1976
- Розенталь, Дмитрий Александрович. Нефтяные окисленные битумы [Текст] : Учеб. пособие / М-во высш. и сред. спец. образования РСФСР. Ленингр. технол. ин-т им. Ленсовета. Ленинград : [б. и.], 1973
- Методы определения и расчета структурных параметров фракций тяжелых нефтяных остатков : Учеб. пособие / Д. А. Розенталь, И. А. Посадов, О. Г. Попов, А. Н. Паукку. Л. : ЛТИ, 1981
- Розенталь, Дмитрий Александрович. Возможность расчета параметров процесса окисления битумов [Текст] : Учеб. пособие / Д. А. Розенталь, Т. Ф. Отрадных ; Ленингр. технол. ин-т им. Ленсовета. Ленинград : ЛТИ, 1975 (вып. дан. 1976)
- Битумы. Получение и способы модификации [Текст] : Учеб. пособие / Д. А. Розенталь, А. В. Березников, И. Н. Кудрявцева и др. ; [Под ред. Д. А. Розенталя]. Ленинград : ЛТИ, 1979.
- Справочник по химии и технологии твердых горючих ископаемых. / А. Н. Чистяков, Д. А. Розенталь, Н. Д. Русьянова – СПб; Синтез, 1996.